# Gymnothorax pseudothyrsoideus
Gymnothorax pseudothyrsoideus is een straalvinnige vissensoort uit de familie van murenen (Muraenidae). De wetenschappelijke naam van de soort is voor het eerst geldig gepubliceerd in 1852 door Bleeker.